# Rákos Sándor
Rákos Sándor (Kálmánháza, 1921. november 25. – Budapest, 1999. december 25.) magyar költő, műfordító, esszéíró, kiadói szerkesztő, a Digitális Irodalmi Akadémia alapító tagja.

## Életpályája
Gimnáziumi tanulmányait Hajdúnánáson (1932–1937), illetve Nyíregyházán (1937–1940) végezte. Első versei 1940-ben jelentek meg. 1942–1944 között a Közgazdasági Egyetemre járt.
Csak a zsidótörvények által előírt származásigazolás folytán tudta meg, hogy édesanyja zsidó volt. Nagyanyját elhurcolták, ahonnan nem is tért vissza. Neki sikerült barátainál bujdokolva megmenekülnie.
1944–45-ben a Nyírségi Magyar Nép munkatársa volt. 1946-ban költözött Budapestre: a MOKÉP sajtóosztályán dolgozott 1949-ig. 1949–1951 között a Révai, majd a Szépirodalmi Könyvkiadó szerkesztője; 1951-től szabadfoglalkozású író volt.

## Munkássága
Első köteteit tragikus, lázadó hangnem, az élet abszurditásának kifejezése jellemezte. A túlélés esélyének a szigetszerűen megteremtett saját világot látta. Lírájának jellegzetessége a protestáns zsoltáros hang. Lefordította az akkád ékírásos eposzokat és verseket. Az 1970-es évek második felétől a szereplíra új válfaját hozta létre. A Csörte című gyűjtemény (1991) az öregséggel birkózva formálja képpé egy élet summázatát.

## Művei
- Bujdosók fejedelme (regény, 1943)
- Az eb válaszol (versek, 1949)
- Férfikor (versek, 1952)
- A tűz udvarában (vers, 1957)
- Szegények vonulása (vers, 1959)
- A fény felé (vers, 1959)
- Fák, viharban. Válogatott versek 1939–1961 (1962)
- Dübörgő, a kalapácstolvaj. Regék; szerk. Rákos Sándor, Mészöly Miklós, G. Beke Margit; Móra, Budapest, 1962 (Kispajtások mesekönyve)
- Táguló körök (versek, 1965)
- Hét zöld csillag (gyermekvers, 1969)
- Kiáltásnyi csönd (versek, 1969)
- Meztelen arc (válogatott versek, 1971)
- Kisfiú idegenben (mesék, történetek gyerekeknek 1971)
- Az emlék jelene (versek, 1973)
- Elforgó ég. Napló, tanulmányok; Magvető, Bp., 1974
- Tanulmányok a műfordításról; szerk. Rákos Sándor; Magyar Írók Szövetsége, Műfordítói Szakosztály, Bp., 1975
- Bárányhívogató; vers] Rákos Sándor, rajz Hajnal Gabriella; Móra, Budapest, 1977
- Ellenpontok (vers, 1979)
- Harc a madárral (vers, 1980)
- A műfordítás ma. Tanulmányok; szerk. Bart István, Rákos Sándor; Gondolat, Budapest, 1981
- Társasmonológ (vers, 1982)
- A tűz kérlelése. Egybegyűjtött versek; Szépirodalmi, Budapest, 1984
- Gyíkpalota (gyermekvers, 1984)
- A király és az űrutazó. Mesék Gilgamesről és Etanáról; Móra, Budapest, 1985
- Többedmagam (vers, 1986)
- Szólítások (vers, 1988)
- ABC. Csoóri Sándor, Fodor András, Horgas Béla, Márton László, Rákos Sándor versei. Szántó Tibor tipografikái; Kner Ny., Gyoma, 1988
- Két vers között (prózai írások, 1990)
- Csörte (válogatott versek, 1991)
- Senki úr Semmibe indul. Versek; Belvárosi, Budapest, 1996
- Zsuzsanna és a vének. Moralitás – azaz erkölcsi példázat. Változat ószövetségi dallamra; Littera Nova, Budapest, 1997 (Mesterek sorozat)
- Rákos Sándor válogatott versei; utószó Angyalosi Gergely; Unikornis, Budapest, 1998 (A magyar költészet kincsestára)
- Helyzetgyakorlat; Magvető, Budapest, 1999
- Kertkapun ha bekukkantasz. Verses abc kicsiknek, nagyobbaknak; Littera Nova, Budapest, 1999
- A bárány lázadása. Bibliai és istenkereső versek; szerk. Szentpál Monika, Tarbay Ede; Szent István Társulat, Budapest, 2001
- Féljelen. Rákos Sándor hátrahagyott jegyzőfüzeteiből; szerk. Szentpál Monika; Littera Nova, Budapest, 2002
- Rákos Sándor Nyírsége. Szemelvénygyűjtemény; szerk. Bakajsza András, Szilágyi László; Kálmánháza Község Önkormányzata, Kálmánháza, 2016

## Műfordításai
- Gilgames-eposz (1960)
- Agyagtáblák üzenete (1963)
- V. Nezval: ABC (1965)
- Táncol a hullámsapkás tenger. Óceánia népeinek költészete; ford. Rákos Sándor, vál., szerk. Bodrogi Tibor; Európa, Budapest, 1976

## Díjai, elismerései
- József Attila-díj (1958, 1963, 1975)
- A Munka Érdemrend ezüst fokozata (1971)
- A Munka Érdemrend arany fokozata (1978)
- Füst Milán-díj (1981)
- Déry Tibor-díj (1988)
- A Művészeti Alap Irodalmi Nagydíja (1990)
- A Magyar Köztársasági Érdemrend tisztikeresztje (1992)
- Weöres Sándor-díj (Soros) (1995)
- Kortárs-díj (1996)
- Arany János-díj (1996)
- Soros Alapítvány Alkotói díja (1998)
- Kossuth-díj (1998)